# 아라비아모래가젤
아라비아모래가젤(학명: Gazella marica)은 중동, 특히 아라비아반도와 시리아 사막에 주로 서식하는 가젤의 일종이다. 본래 갑상선가젤의 아종으로 여겨졌으나 2010년 별도의 혈통을 가지는 것이 확인되어 현재는 서로 다른 종으로 분류된다.